# Таволжанский (Саратовская область)
Таволжанский — посёлок в Романовском районе Саратовской области. Входит в состав Романовского муниципального образования.

## География
Находится на расстоянии примерно 11 км по прямой на юго-восток от районного центра поселка Романовка.

## Население
| 2002 | 2010 |
| ---- | ---- |
| 269  | ↘220 |

Постоянное население составило 269 человека (русские 88 %) в 2002 году, 220 в 2010.

## История
Официальная дата основания 1885 год.

## Связь
Сотовая связь и высокоскоростной мобильный интернет стандарта 4G/LTE.